# Prinsen & jag
Prinsen & jag (orig. The Prince & Me) är en amerikansk-tjeckisk romantisk komedifilm från 2004.

## Handling
Paige går på läkarlinjen på ett college i Wisconsin. Hon förälskar sig i Eddie utan att veta att denne är prins Edvard av Danmark. När hon väl får reda på detta bestämmer de båda sig för att försöka leva ett liv tillsammans vid det danska hovet och med det väntar en framtid för Paige som drottning av Danmark, men detta blir långt ifrån enkelt, Paige tampas ständigt med gamla traditioner och vanor hon inte förstår sig på och med hemlängtan till familjen och sitt gamla liv.

## Om filmen
Prinsen & jag regisserades av Martha Coolidge. Filmen har fått tre uppföljare Prinsen & jag 2 (2006), Prinsen och jag - Bröllopsresan (2008) och Prinsen & jag: Äventyr i paradiset (2010).
I senare delar av filmserien ersattes Julia Stiles av Kam Heskin i rollen som Paige och Luke Mably ersattes från tredje filmen av Chris Geere i rollen som prins Edward.

## Rollista (urval)
- Julia Stiles - Paige
- Luke Mably - prins Edvard
- Miranda Richardson - drottning Rosalind
- James Fox - kung Harald
- Ben Miller - Søren
- Eddie Irvine - Sig själv